# Florimond
Florimond  è un nome proprio di persona francese maschile.

## Origine e diffusione
Nome dall'etimologia incerta, potrebbe essere composto dal latino florens ("fiorente", "prospero") combinato con il germanico munt ("protezione"). In alcune versioni della fiaba La bella addormentata nel bosco questo nome è portato dal principe.

## Onomastico
Il nome non è portato da alcun santo, e quindi è adespota; l'onomastico si può festeggiare eventualmente il 1º novembre in occasione di Ognissanti.

## Persone

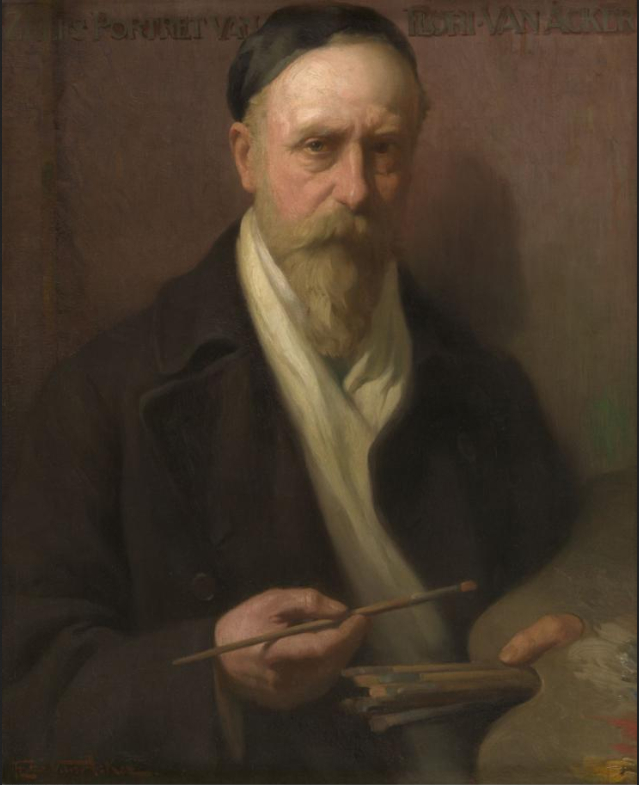
Florimond Marie Van Acker

- Florimond Claude, diplomatico austriaco
- Florimond de Beaune, matematico francese
- Florimond Robertet, funzionario francese
- Florimond Marie Van Acker, pittore belga
- Florimond Vanhalme, calciatore e allenatore di calcio belga